# Chipeta
Chipeta ou White Singing Bird (1843 ou 1844 – 9 août 1924), est une figure majeure des Amérindiens et la seconde épouse du chef Ouray de la tribu Ute Uncompahgre (en). Née Kiowa-Apache, elle grandit parmi les Utes dans la région qui correspond aujourd’hui à Conejos, au Colorado. Conseillère et confidente de son époux, Chipeta demeure une dirigeante respectée de son peuple après la mort de celui-ci en 1880. 
Défenseure des droits des Amérindiens et habile diplomate, elle utilise la voie de la négociation pour instaurer la paix avec les colons blancs du Colorado. En 1985, elle est intronisée au Colorado Women's Hall of Fame en reconnaissance du courage et de la valeur dont elle fait preuve dans ses efforts pour servir de médiatrice entre les Amérindiens et les Blancs.

## Biographie

### Enfance
Elle naît dans un village kiowa-apache, peu de temps avant qu’il ne soit attaqué et dévasté. Seule survivante, elle est trouvée encore nourrisson par un groupe d’Amérindiens Utes qui la baptisent Chipeta, ce qui signifie « Oiseau blanc chantant ». La jeune fille grandit, révélant une intelligence et une perspicacité peu communes, ainsi qu’une beauté remarquable[réf. nécessaire].

### Son rôle de négociatrice
En 1859, la femme d’Ouray, sous-chef des Utes et métis d’Apaches Jicarillas et d’Utes Uncompahgre (en), meurt. Ouray confie alors son fils et sa maison à Chipeta, encore adolescente. Peu de temps après, il l’épouse, formant avec elle un couple inséparable. Chipeta devient sa conseillère et confidente, et participe à ses côtés aux conseils tribaux, une première dans l’histoire des Utes.  
En 1860, à la mort de son père, Ouray devient chef des Utes Tabeguache (en). Il joue un rôle clé comme médiateur entre les Utes et les Blancs, tandis que les terres de la tribu commencent à être envahies par des chercheurs d’or. Devant leur force et leur agressivité, Ouray comprend que la survie des Utes dépendra de leur capacité à négocier une coexistence pacifique.  
Dans les années 1870, plusieurs traités sont signés entre les Utes et le gouvernement des États-Unis. Ces accords créent une réserve et établissent d’autres dispositions. Chipeta participe activement à ces négociations : sa sagesse et sa dignité lui valent d’être reconnue comme une leader à part entière par les Utes et les agents du gouvernement.  
Ouray et Chipeta s’installent alors dans une ferme près de Montrose, la première de la région. Le gouvernement leur accorde une allocation annuelle de mille dollars tant qu’Ouray reste chef des Utes. Ils adoptent certains modes de vie occidentaux, reçoivent des visiteurs blancs, et Chipeta apprend à chanter et jouer de la guitare. Tous deux se convertissent au christianisme.  
En 1879, la nomination d’un nouveau délégué gouvernemental, Nathan Meeker (en), hostile aux Amérindiens, exacerbe les tensions. Meeker impose aux Utes de devenir agriculteurs, méprisant leur culture. Le 29 septembre, une rébellion éclate. Meeker et plusieurs fonctionnaires sont tués. Pendant le conflit, Chipeta accueille des réfugiés blancs et implore Ouray, alors parti chasser, d’intervenir pour rétablir la paix. Ouray parvient à calmer la révolte et à libérer les otages, mais cette insurrection pousse le gouvernement à déplacer les Utes vers une autre réserve.  
En 1880, Ouray et Chipeta sont reçus par le président Rutherford Hayes pour finaliser un traité de paix. Hayes qualifie Ouray d’homme d’une rare intelligence, tandis que Chipeta, par son charme et sa dignité, fait sensation à Washington, recevant de nombreux présents. À leur retour, ils tentent de convaincre les Utes du Sud d’accepter le traité, mais Ouray tombe malade et meurt peu après.

### Fin de vie et décès

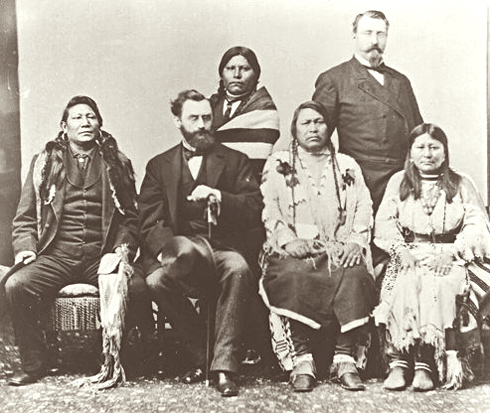
Washington, D.C. (1880). Assis de gauche à droite : le chef Ignacio des Utes du Sud, Carl Schurz, secrétaire de l'Intérieur, le chef Ouray et sa femme, Chipeta. Debout, Woretsiz et le général Charles Adams.

Après la mort de son mari, l’influence de Chipeta décline. En 1881, sa ferme est confisquée et Chipeta est forcée de suivre les Utes Uncompahgre en Utah, où elle reçoit une parcelle de terre insuffisante pour vivre. Elle épouse brièvement Toomuchagut, un riche éleveur Ute, mais leur union est de courte durée. Désabusée, elle abandonne les présents reçus des Blancs, renoue avec les traditions utes et rejoint des groupes nomades. Elle redevient conseillère tribale et regagne le respect de son peuple.
Dans ses dernières années, Chipeta et son frère, le chef McCook, visitent presque chaque année Grand Junction, dans le Colorado. Chipeta devient progressivement aveugle à cause de la cataracte. Lorsqu’elle séjourne à Bitter Creek, dans l’Utah pendant les mois chauds, des membres de sa famille tendent une corde entre son tipi et un endroit isolé dans les broussailles, où elle peut trouver un peu d’intimité malgré sa cécité.  
C’est à Bitter Creek, que Chipeta s’éteint le 9 août 1924, des suites d’une gastrite chronique. Elle est enterrée dans une tombe peu profonde, et l’on craint alors que celle-ci ne soit emportée par les eaux dans les années à venir. Sous la coordination d’agents des affaires indiennes, ses restes sont exhumés et réinhumés le 15 mars 1925 dans un mausolée situé au Ouray Memorial Park, une section du musée indien Ute, près de son ancienne demeure à Montrose, dans le Colorado. Ce même jour, une cérémonie commémorative a lieu en son honneur, réunissant 5 000 personnes.
Plus tard, la Société historique du Colorado érige un musée en son honneur. Des rues portent son nom, et en 1985, elle est intronisée au Colorado Women's Hall of Fame pour son courage et ses efforts en tant que médiatrice entre Amérindiens et Blancs.